# جاكي لونغ
جاكي لونغ (بالإنجليزية: Jackie Long)‏ هو ممثل أمريكي، ولد في 23 أكتوبر 1981 في الولايات المتحدة.

## أعمال

### أفلام
- (2010) موسم الأعاصير

## وصلات خارجية
- جاكي لونغ على موقع IMDb (الإنجليزية)
- جاكي لونغ على موقع روتن توميتوز (الإنجليزية)
- جاكي لونغ على موقع قاعدة بيانات الفيلم (الإنجليزية)